# Спасо-Преображенский собор (Кропивницкий)
Спасо-Преображенский собор — украинский православный (УПЦ МП) собор в городе Кропивницкий.

## Общая информация и описание
Спасо-Преображенский собор в Кропивницком расположен в центре города по адресу ул. Преображенская, дом. 22.
Храм построен в стиле классицизма. Одноэтажное здание имеет три бани, изысканный портик с четырьмя колоннами коринфского ордера.
В соборе хранятся частицы мощей святых Киево-Печерской лавры, а также Николая Чудотворца и святыня крапивничан — икона Божией Матери «Елисаветградская», покровительница города.
На территории собора установлен памятник в честь 2000-летия Рождества Христова, построена новая колокольня в неоклассическом стиле. Территория храма украшена цветочными клумбами, фонтанами, скульптурными группами.

## История
Фактически сразу после обустройства Крепости Святой Елисаветы в середине XVIII века в этих краях появляются переселенцы, в том числе и старообрядцы. Селиться им здесь позволило руководство крепости. Уже через 100 лет, а именно в 1850—1860-х годах основная масса старообрядцев перешла в православие. Прихожане, приняв православную веру, начали передавать в новые храмы свои иконы.
Деревянная Преображенская церковь на этом месте была построена в 1788 году. В 1798 году она сгорела. В 1799 году на её месте по проекту и плану Кондрата Парфёнова была построена каменная пятиглавая двухэтажная церковь. К сожалению, она была спроектирована без ведения соответствующей документации и как следствие — с ненадлежащим соблюдением технических условий, как и предполагалось, через некоторое время церковь развалилась.
Впоследствии уже в начале 1810-х годов было начато новое строительство каменной церкви, на этот раз официально и с соблюдением необходимых правил строительства. Церковь была одноэтажной, трёхглавой. После окончания перестройки и освящения храма в 1813 году эта дата стала официальной для празднования годовщины собора.
В храм приезжали многие знатные лица, среди которых — российский император с семьей, приехавший на повторное освящение 100-летнего храма (1913 год). Это событие (100-летие) описала газета «Голос Юга»: «В церкви есть немало икон старых мастеров. Некоторые из них насчитывают более полутора веков. Торжественные богослужения по поводу столетия начались, съехались многочисленные священники, ожидается прибытие архиерея…»
В советское время, когда сражались с религией, собор прекратил свою деятельность как культовое сооружение. А в 1965 году в его стенах была открыта городская картинная галерея. Собственно, это и помогло сохранить церковь от разрушения как такового.
С провозглашением независимости Украины хозяином Спасо-Преображенской церкви в 1992 году вновь стало религиозное общество УПЦ МП], и с тех пор службы в нём не прекращаются. Но первые богослужения после большого перерыва прошли в церкви ещё в 1991 году.
Спасо-Преображенский собор принял на вечный покой тела архиепископа Кропивницкого и Александрийского Василия и областного благотворительного протоиерея Всеволода Затовского.
31 декабря 2006 года в Спасо-Преображенской церкви Божественную литургию возглавил епископ Кропивницкий и Александрийский Пантелеимон. После службы был отслужен благодарственный молебен не только в честь окончания 2006 года, но и в честь празднования 15-летия возрождения церкви после того, как она из картинной галереи была вновь переделана под храм. На молебне присутствовали настоятели Покровской, Елисаветградской храмов, а также собора в честь Рождества Пресвятой Богородицы.
Спасо-Преображенский собор является важной составляющей развития духовной культуры населения Кировоградского края. Воскресная школа вместе с епархиальным управлением и организацией «Православное Просвещение» регулярно проводят Преображенские чтения, катехизаторские курсы для священнослужителей епархии, семинары, конференции, а также благотворительные акции.

## Галерея

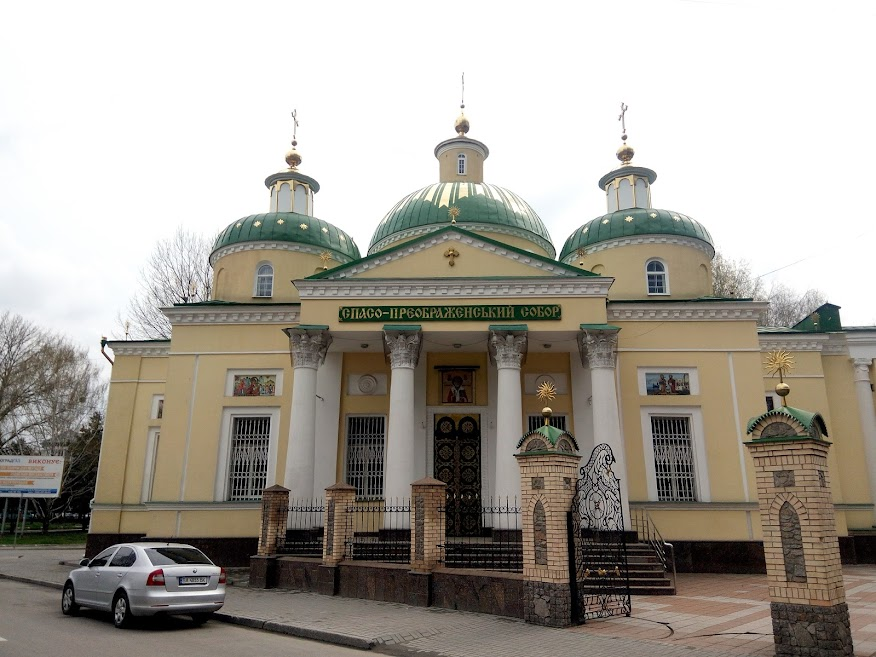
Загальний вигляд з улица Преображенская
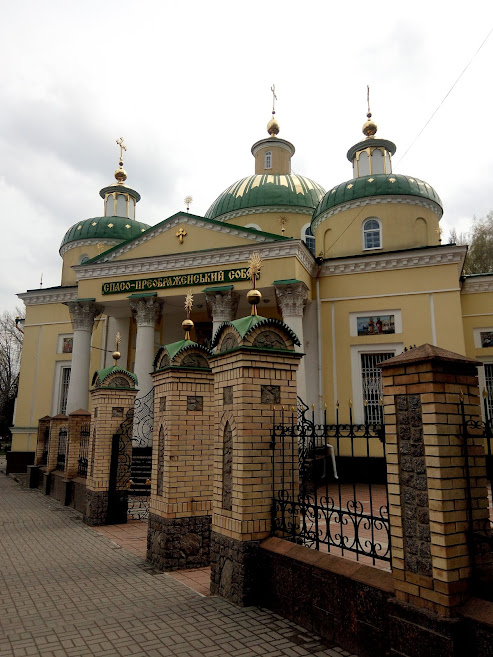
Вид на забор и главный вход
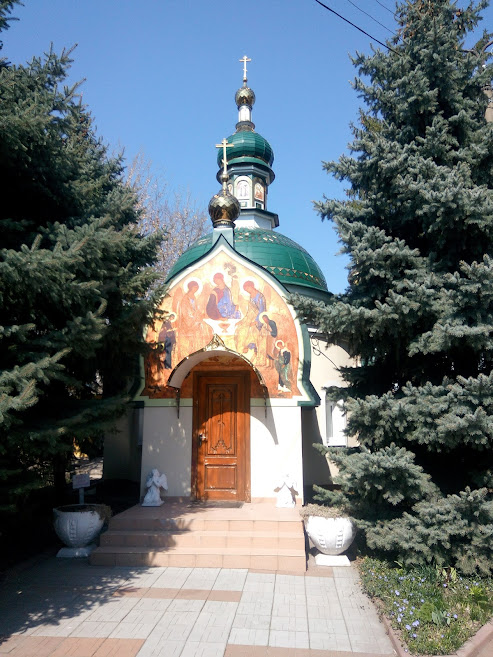
Часовня